# Die Schein-Hochzeit
Die Schein-Hochzeit (Originaltitel: My Fake Fiancé) ist eine US-amerikanische Filmkomödie aus dem Jahr 2009 mit Melissa Joan Hart und Joey Lawrence in den Hauptrollen. Seine Premiere hatte der Fernsehfilm am 19. April 2009 auf dem Kabelsender ABC Family.

## Handlung
Jennifer wird beim Umzug in ihr neues Haus, für das sie all ihr Geld ausgegeben hat, ihr Umzugslaster geklaut, mitsamt ihrem Eigentum.
Vince ist ein Frauenheld und ein Spieler, welcher einem Kredithai, der als „Der Affe“ bekannt ist, Geld schuldet. Beide lernten sich vorher auf einer Hochzeit kennen, bei der sie feststellten, dass sie sich nicht besonders mögen. Bei einem späteren Treffen beschließen beide zu heiraten und sich anschließend scheiden zu lassen. Zweck der Heirat ist mit den Geschenken die Probleme zu lösen, indem Jennifer alle materiellen Geschenke und Vice alle Geldgeschenke bekommt. Im Verlauf des Filmes kommen sich beide immer näher und geben sich am Ende des Filmes nicht (nur) aus ökonomischen Gründen das Ja-Wort, sondern aus Liebe.

## Hintergrund
Bei seiner Erstausstrahlung am 19. April 2009 erreichte Die Schein-Hochzeit 3,7 Millionen Zuschauer, was ihn zum erfolgreichsten Film für den Sender ABC Family in der Season 2008/09 macht.
In Deutschland erschien der Film im Kino. Kinostart war der 10. Februar 2010.

## Heimkinoveröffentlichung
Am 20. April 2010 wurde der Film auf DVD für den Regionalcode 1 veröffentlicht.